# 14 Herculis c
14 Herculis c ist nach 14 Herculis b der zweite extrasolare Planet, der den Hauptreihenstern 14 Herculis umkreist. Auf Grund seiner hohen Masse wird angenommen, dass es sich um einen Gasplaneten handelt. Aktuell (2018) gilt der Planet als unbestätigt.

## Infos
Bei den Messungen der Radialgeschwindigkeit von 14 Herculis war bereits 14 Herculis b aufgefunden worden, die Daten wiesen auf einen zweiten, weiter entfernten massereichen Himmelskörper hin, was von Krzysztof Goždziewski 2006 publiziert wurde. In einer späteren Veröffentlichung legt derselbe Autor dar, dass für ein langfristig stabiles System eine Bahnresonanz zwischen beiden Planeten anzunehmen ist. Unter der Annahme identischer Bahnebenen ist eine mögliche Position von 14 Herculis c in einer Entfernung von 6,9 AU bei einer Periode von etwa 6900 Tagen (1:4-Resonanz) zu sehen, Goździewski hält einen Orbit bei 9 AU für am stabilsten. Der Planet hätte eine mindestens doppelt so große Masse wie Jupiter.